# Gustaf Munch-Petersen
Gustaf Munch-Petersen (* 18. Februar 1912 in Kopenhagen; † 2. April (?) 1938 in Aragón) war ein dänischer Autor und Maler. Er wirkte bahnbrechend für die modernistische Poesie in Dänemark. Er starb als Freiwilliger der Internationalen Brigaden bei Kämpfen im Spanischen Bürgerkrieg.

## Leben und Werk
Gustaf Munch-Petersen wuchs in Kopenhagen auf. Seine Mutter, eine schwedische Lektorin, brachte ihm die schwedische Literatur nahe. Er schrieb Gedichte in schwedischer, englischer und dänischer Sprache. Er war ein Verehrer des dänischen Dichters Jens August Schade. Nach einigen abgebrochenen Studienversuchen wandte er sich der Kunst zu. 1932 debütierte er mit dem Lyrikband det nøgne menneske (Der nackte Mensch). Seine Gedichte sind vom französischen Surrealismus und dem finnlandschwedischen Modernismus beeinflusst, formal zeigten sie sich sehr unkonventionell. Beispielsweise findet der Gedankenstrich als Trennungszeichen häufige Verwendung.
Als Zwanzigjähriger verließ er das akademische Milieu Kopenhagens, reiste durch Europa und ließ sich schließlich 1935 auf Bornholm nieder, wo er surrealistische Bilder malte und 1936 Elisabeth Bruhn Hjorth (1909–1997) heiratete.
Ein Jahr zuvor erschien mod jerusalem. In Vorwort dieser Gedichtsammlung schrieb Munch-Petersen, dass er sein Leben der Rettung der Welt weihen und wie der Erlöser nach Jerusalem aufbrechen wolle. Er sah die Welt durch die nationalsozialistische Machtübernahme bedroht. Die heterogenen Sprachformen und -bilder seiner Vorstellungen waren für seine Zeitgenossen schwer deutbar. Ganz anders dagegen war sein letzter im Jahr 1937 erschienener Gedichtband nitten digte (Neunzehn Gedichte) mit klar dargestellten Naturbildern. Im selben Jahr zog er als Freiwilliger der Internationalen Brigaden in den Spanischen Bürgerkrieg. In Briefen beschrieb er seinen Einsatz als Fortsetzung seiner künstlerischen Arbeit. Er fiel bei Kämpfen im Frühjahr 1938, die Nachricht darüber erreichte Dänemark erst im September. Sein genauer Todestag und Sterbeort sind nicht geklärt.
Munch-Petersens 1933 erschienene Gedichtsammlung det underste land wurde mehrfach in Dänemark ausgezeichnet. So erhielt sie 1990 in der Aufstellung der Zeitung Politiken einen Platz unter den dänischen Jahrhundertbüchern und wurde 2006 in den Literaturkanon des dänischen Kultusministeriums aufgenommen. Seine Gemälde wurden neu entdeckt und im Jahr 2000 wiederholt ausgestellt. Über seinen Kampf im Spanischen Bürgerkrieg erschienen zahlreiche Veröffentlichungen.

## Veröffentlichungen
- 1932: det nøgne menneske (Der nackte Mensch). Gedichte
- 1933: simon begynder (Simon beginnt). Roman
- 1933: det underste land (Das unterste Land). Gedichte
- 1934: mod jerusalem (Nach Jerusalem). Gedichte
- 1937: nitten digte (Neunzehn Gedichte).
- 1938: Udvalgte digte (Ausgewählte Gedichte). Posthum erschienen
- 1959: Samlede skrifter (Gesammelte Schriften).

## Ausstellungen
- 1935: Kubisme Surrealisme, Kopenhagen
- 1935: Ung dansk og svensk Kunst, Oslo
- 2000: Bornholmer Kunstmuseum
- 2000: Kunstmuseum Silkeborg

## Zitat
„overalt kan I se dem
vandrende
elskende
grædende –
deres ansigter er lukkede
og på indersiden af deres sjæle sidder jord
fra det underste land –

überall könnt ihr sie sehn
wandernd
liebend
weinend –
verschlossenen gesichts, 
und auf der innenseite ihrer seelen sitzt erde
vom untersten land –“